# غونزالو برافو
غونزالو برافو (بالإسبانية: Gonzalo Bravo)‏ هو لاعب كرة قدم أرجنتيني في مركز الوسط، ولد في 18 مايو 1990 في بوينس آيرس في الأرجنتين. لعب مع نادي ديبورتيفو ريسترا.

## وصلات خارجية
- غونزالو برافو على موقع قاعدة بيانات كرة القدم.إي يو (الإنجليزية)
- غونزالو برافو على موقع Soccerway.com (الإنجليزية)